# TSV Lägerdorf
Der TSV Lägerdorf ist ein Sportverein aus Lägerdorf im Kreis Steinburg. Die erste Fußballmannschaft spielt in der Landesliga Schleswig.

## Geschichte
Der TSV Lägerdorf entstand im Jahre 1945 als gemeinsamer Nachfolger des MTV 1890 Lägerdorf, des SV 1930 Lägerdorf und des Arbeiter-TSV Vorwärts 1890 Lägerdorf. Sieben Jahre später gelang der Mannschaft der Aufstieg in die Landesliga Schleswig-Holstein, der man, abgesehen von der Saison 1961/62, bis 1969 angehörte. Höhepunkte waren die Saisonen 1956/57 und 1964/65, in denen der TSV jeweils den vierten Platz belegte. Nachdem die Mannschaft sich 1966 nach einem 2:1-Sieg im Entscheidungsspiel über den FC Holstein Segeberg retten konnte, musste man drei Jahre später den Abstieg hinnehmen. Im Jahre 1971 folgte der Abstieg in die Bezirksliga West. Zehn Jahre später gelang der Aufstieg in die Landesliga Süd, wo man in der Aufstiegssaison den Durchmarsch in die Verbandsliga Schleswig-Holstein nur um einen Punkt verpasste. Stattdessen ging es 1986 erneut zurück in die Bezirksliga.
Anfang der 1990er Jahre begann der Großbäcker Manfred Krause, sich beim TSV finanziell zu engagieren. 1994 gelang der Aufstieg in die Landesliga, dem drei Jahre später der Sprung in die Verbandsliga folgte. Als Vizemeister von 1999 hinter dem Eichholzer SV gelang den Lägerdorfern der Aufstieg in die seinerzeit viertklassige Oberliga Hamburg/Schleswig-Holstein. Der TSV wurde in der Aufstiegssaison Achter und nach dem Abstieg des Itzehoer SV erstmals die sportliche Nummer eins des Kreises. Nach internen Turbulenzen zog sich Mäzen Krause im Sommer 2001 zurück. Zwar gelang der sportliche Klassenerhalt, jedoch zog der Vorstand die Mannschaft aus finanziellen Gründen in die Bezirksliga zurück. Dort gelang im Jahre 2004 der Aufstieg in die Bezirksoberliga West und vier Jahre später die Qualifikation zur neu geschaffenen Verbandsliga Süd-West. Im Jahre 2016 stieg der TSV in die Schleswig-Holstein-Liga auf und musste drei Jahre später wieder absteigen.
Die A-Jugend des Vereins qualifizierte sich in der Saison 2011/12 für den DFB-Junioren-Vereinspokal, wo man in der ersten Runde gegen den 1. FC Nürnberg mit 1:16 verlor. Mit Fabian Boll brachte der TSV einen Bundesligaspieler hervor, der Lägerdorfer Kuno Böge war Trainer unter anderem von Holstein Kiel und des FC St. Pauli.